# Intoxicación cianhídrica
La intoxicación cianhídrica es el conjunto de signos y síntomas que se derivan de la entrada de ácido cianhídrico (HCN), también llamado ácido prúsico o nitrilo fórmico, en el organismo.
El ácido cianhídrico es un líquido límpido, soluble en agua y alcohol, que es altamente volátil. Su olor es muy característico, y se describe similar al de las almendras amargas.

## Etiología
La forma de contacto del paciente con el ácido cianhídrico puede ser:
- Criminal.
- Voluntaria (suicidio).
- Accidental:
  - Intoxicaciones alimenticias: por bebidas destiladas contaminadas.
  - Intoxicaciones medicamentosas.
  - Intoxicaciones profesionales: trabajadores de galvanoplastia.

La intoxicación puede ocurrir de dos maneras:
1. Por inhalación de vapores de ácido cianhídrico puro. Se da en cámaras de gas, operaciones de desinsectación y desratización o en laboratorios químicos o industriales.
2. Por ingestión de sustancias que en el organismo generan ácido cianhídrico: sales cianuradas, glucósidos cianogenéticos.

## Patogenia
A nivel celular, el cianuro es un tóxico que produce inhibición enzimática de numerosos sistemas. El cianuro de potasio es un potente inhibidor de la respiración celular, que actúa sobre la citocromo c oxidasa mitocondrial, bloqueando así la fosforilación oxidativa y el uso mitocondrial de oxígeno. La acidosis láctica se produce entonces como consecuencia del metabolismo anaeróbico. Por lo tanto, es un tóxico anoxiante, que produce hipoxia tisular multiorgánica, muerte celular por inhibición de la respiración celular y arterialización de la sangre venosa por acumulación del oxígeno no utilizado.
Inicialmente, la intoxicación aguda por cianuro provoca una tez roja o rubicunda en la víctima porque los tejidos no pueden utilizar el oxígeno de la sangre. Los efectos del cianuro de potasio y el cianuro de sodio son idénticos, y los síntomas de intoxicación generalmente ocurren a los pocos minutos de ingerir la sustancia: la persona pierde el conocimiento y finalmente sigue la muerte cerebral. Durante este período, la víctima puede sufrir convulsiones. La muerte es causada por hipoxia cerebral. La dosis LD100 esperada (humana) para el cianuro de potasio es de 200 a 300 mg, mientras que la LD50 se estima en 140 mg.

## Anatomía patológica

### Signos externos
El cadáver presenta una coloración rosada de la piel y las mucosas. Con frecuencia, aparece el fenómeno conocido como livideces paradójicas (las que no aparecen en las zonas declives del cuerpo), también de color sonrosado. La rigidez es precoz e intensa.

### Signos internos
Es de destacar el intenso olor a almendras amargas. La sangre es muy fluida, sin coágulos, y sonrosada. Aparecen equimosis tanto superficiales como profundas, y congestión generalizada de las vísceras, también rosadas. Por otro lado, se aprecian lesiones cáusticas, como pueden ser escaras blancas y untosas, clásicas de las intoxicaciones por sales.

## Cuadro clínico

### Intoxicación superaguda
Se produce un cuadro inmediato en dos o tres minutos. La hipoxia de las células bulbares de los centros respiratorio, cardiaco y vasopresor genera parálisis respiratoria, rigidez muscular, convulsiones, midriasis, coma y, finalmente, la muerte.

### Intoxicación aguda

#### Leve
El cuadro que se produce a dosis bajas de ácido cianhídrico consiste en cefaleas, vértigos, debilidad muscular, angor, dificultad respiratoria, e incluso convulsiones.

#### Grave
Es muy similar, con cefaleas, vértigos, vómitos, dolor precordial, palpitaciones, disnea con respiración lenta e irregular, pérdida de conciencia, convulsiones, midriasis y enfriamiento progresivo. Aparece el intenso olor a almendras amargas.
Generalmente el fallecimiento acaece entre 30 y 50 minutos tras la ingestión o inhalación, por parálisis respiratoria. Si el paciente sobrevive, la recuperación es rápida, aunque pueden quedar secuelas, como parálisis o Parkinson.

### Intoxicación crónica
Consiste en un cuadro de cefaleas, faringitis, sialorrea, alteraciones de la marcha, problemas cutáneos, pérdida de apetito y adelgazamiento.

## Diagnóstico
El diagnóstico es eminentemente clínico. Dado que la intoxicación cianhídrica no criminal es infrecuente, es fácil de diagnosticar conociendo los antecedentes de la persona.

## Tratamiento
La siguiente tabla es una aproximación al algoritmo terapéutico de la intoxicación cianhídrica:
| INHALACIÓN                | INHALACIÓN          | INHALACIÓN                     | INHALACIÓN                           | INHALACIÓN | INHALACIÓN | INGESTIÓN                                                        |
| ------------------------- | ------------------- | ------------------------------ | ------------------------------------ | --- | --- | ---------------------------------------------------------------- |
| Asintomático              | Asintomático        | Sintomático                    | Sintomático                          | Sintomático | Sintomático | Lavado gástrico + carbón activado + catártico (sulfato potásico) |
| Gasometría y ECG normales | Acidosis metabólica | Taquipnea, batipnea y ansiedad | Taquipnea, batipnea y ansiedad       | Acidosis metabólica, alteración cardiovascular o del estado de conciencia                                         | Paro cardiorrespiratorio | Lavado gástrico + carbón activado + catártico (sulfato potásico) |
| Alta                      | Bicarbonato         | Gasometría y ECG normales      | Acidosis metabólica                  | Bicarbonato + oxígeno + hidroxicobalamina 5 g i.v. o EDTA dicobalto (Kelocyanor®) 600 mg i.v. o tiosulfato sódico | RCP + bicarbonato + oxígeno + hidroxicobalamina 5 g i.v. o EDTA dicobalto (Kelocyanor®) 600 mg i.v. o tiosulfato sódico (además puede administrarse nitrito de amilo) | Lavado gástrico + carbón activado + catártico (sulfato potásico) |
| Alta                      | Bicarbonato         | Diazepam + alta                | Bicarbonato + diazepam + observación | Bicarbonato + oxígeno + hidroxicobalamina 5 g i.v. o EDTA dicobalto (Kelocyanor®) 600 mg i.v. o tiosulfato sódico | RCP + bicarbonato + oxígeno + hidroxicobalamina 5 g i.v. o EDTA dicobalto (Kelocyanor®) 600 mg i.v. o tiosulfato sódico (además puede administrarse nitrito de amilo) | Lavado gástrico + carbón activado + catártico (sulfato potásico) |